# ميريل سينجر
ميريل سينجر (بالإنجليزية: Merrill Singer)‏ هو عالم إنسان أمريكي، ولد في 6 أكتوبر 1950.